# スタディオ・グイド・ビオンディ
スタディオ・グイド・ビオンディ（Stadio Guido Biondi）は、イタリア・アブルッツォ州ランチャーノにある多目的スタジアム。主にサッカーの試合で利用され、SSヴィルトゥス・ランチャーノ1924がホームスタジアムとしている。

## 概要
スタジアム名の由来となっているグイド・ビオンディは、地元出身のサッカープレーヤー。